# Lardy
Lardy  [laʁd̪i] je francouzská obec v departementu Essonne v regionu Île-de-France.

## Poloha
Obec Lardy se nachází asi 37 km jihozápadně od Paříže. Obklopují ji obce Avrainville a Cheptainville na severu, Saint-Vrain na severovýchodě a na východě, Bouray-sur-Juine na jihovýchodě, Janville-sur-Juine na jihu a na jihozápadě, Chamarande na západě a Torfou na severozápadě.

## Vývoj počtu obyvatel
Počet obyvatel

## Pamětihodnosti
- Vápenka z 18. století chráněná jako historická památka[1]
- Dva mosty z 18. století[2][3]
- Vodní mlýn z 15. a 16. století[4]
- Kostel sv. Petra se zvonicí z 12. století[5]

## Partnerská města
- Les Laurentides, Kanada